# Det begyndte på Børsen
|  | Denne artikel er oprettet af botten Steenthbot ud fra en ekstern database. Den kan derfor have sproglige fejl eller mangler. Denne skabelon kan fjernes efter kontrol af indholdet. |

Det begyndte på Børsen er en dansk dokumentarfilm fra 1974 instrueret af Frank Paulsen.

## Handling
Historien om Det Danske Postvæsen. Fortalt i anledning af 350 års jubilæet.

## Medvirkende
- Paul Hagen
- Eigil Reimers
- Helge Kjærulff-Schmidt